# Just a Notion
»Just a Notion« (ali s poslovenjenim naslovom Le občutek) je tretji single švedske glasbene skupine ABBA z njihovega devetega studijskega albuma Voyage.
Izšel je kot glasbeni CD in v digitalni/pretočni obliki 22. oktobra 2021.
Pesem je bila posneta v Polar Studios (1978) in v RMV Studios (2017–2021), miksana v Mono Music Studios, masteriranje pa narejeno pri Cutting Room v Stockholmu.

## Seznam posnetkov
| CD              | CD              | CD                       | CD      |
| Št.             | Naslov          | Pisec                    | Dolžina |
| --------------- | --------------- | ------------------------ | ------- |
| 1.              | „Just a Notion‟ | B. Andersson, B. Ulvaeus | 3:29    |
| Skupna dolžina: | Skupna dolžina: | Skupna dolžina:          | 3:29    |

## O pesmi
Pesem so napisali že poleti leta 1978 ob pripravi šestega studijskega albuma Voulez-Vous, a je potem niso uvrstili na album.
90-sekundni izsek pesmi z arhivskega posnetka takratne različice je bil objavljen leta 1994 v demo skladbi »ABBA Undeleted« na kompilaciji Thank You for the Music, čeprav so jo nameravali izdati v celoti.
Celotna pesem pa je ostala neizdana vse do leta 1999, ko jo je na svojih albumu in singlu objavila glasbena skupina Arrival.
Snemanje pesmi se je začelo 17. avgusta leta 1978 z dvema instrumentalnima različicama pesmi pod delovnim naslovom »Ich Hab Angst« (ali slovensko: Bojim se).
7. septembra so posneli še vokale z Agnetho in Frido v glavnih vlogah, s posebnim poudarkom na refrenu.
Za izdajo leta 2021 so posneli posodobljeno instrumentalno podlago, ohranili pa originalne vokale.
S tem so na nek način želeli tudi predstaviti nov projekt koncertov ABBA Voyage v letu 2022, ko bo vsa glasba odigrana v živo, vokali pa vnaprej posneti.
»Just a Notion« je smešno vesela pesem in upam, da vas bo razvedrila v teh mračnih časih!— Björn ob izidu pesmi, Instagram, oktobra 2021.

## Videospot
Predstavitveni glasbeni videospot je zgolj animacija z besedilom pesmi v dizajnu albuma Voyage, podobno kot za predhodno pesem »Don't Shut Me Down«.
Režiral ga je Mike Anderson iz produkcijske hiše Able, produciral pa Nick Barratt.
Posnetek na YouTubu je imel preko 583 tisoč ogledov v prvih 24 urah po objavi.

## Sodelujoči

### ABBA
- Anni-Frid Lyngstad – vokal
- Benny Andersson – klavir, klaviature, vokal
- Björn Ulvaeus – vokal
- Agnetha Fältskog – vokal

### Ostali glasbeniki
- Pär Grebacken – tenorski saksofon
- Jan Bengtson – baritonski saksofon
- Lasse Wellander – kitara
- Per Lindvall – baterija

### Produkcija
- Benny Andersson – producent, miks
- Björn Ulvaeus – soproducent
- Bernard Löhr – tonski mojster, miks, programiranje
- Linn Fijal – asistent
- Vilma Colling – asistentka
- Björn Engelmann – masteriranje
- Görel Hanser – koordinatorka
- Industrial Light & Magic – slike članov skupine
- Baillie Walsh – oblikovanje

## Odziv

### Tedenske lestvice
| Tedenske lestvice po državah (2021)          | Najvišja uvrstitev |
| -------------------------------------------- | ------------------ |
| Japonska (Hot Overseas)                      | 11                 |
| Nemčija (Official German Charts)             | 36                 |
| Nizozemska (Single Top 100)                  | 73                 |
| Nova Zelandija (Hot 40 Singles)              | 27                 |
| Švedska (Sverigetopplistan)                  | 22                 |
| Švedska (Top 40 Songs)                       | 17                 |
| Švica (Schweizer Hitparade)                  | 60                 |
| Združeno kraljestvo (Singles Download Chart) | 9                  |
| Združeno kraljestvo (Physical Singles Chart) | 1                  |
| Združeno kraljestvo (UK Digital Song Sales)  | 10                 |
| Združeno kraljestvo (UK Singles OCC)         | 59                 |

| Globalne tedenske lestvice (2021)      | Najvišja uvrstitev |
| -------------------------------------- | ------------------ |
| Euro Digital Song Sales (Billboard)    | 6                  |
| Europe Official Top 100 (Top40 Charts) | 99                 |

## Verzija skupine Arrival
Švedska tribute skupina Arrival je prva izdala pesem »Just a Notion« v celoti že marca leta 1999 na singlu skupaj s še eno pesmijo skupine ABBA »Hey, Hey Helen«, s podnaslovom A tribute to ABBA (ali slovensko: Poklon skupini ABBA) in potem 30. septembra istega leta še na svojem prvem albumu First Flight.

### Seznam posnetkov
Obe pesmi sta napisala Benny Andersson in Björn Ulvaeus.
| CD              | CD               | CD      |
| Št.             | Naslov           | Dolžina |
| --------------- | ---------------- | ------- |
| 1.              | „Just a Notion‟  | 3:45    |
| 2.              | „Hey, Hey Helen‟ | 3:00    |
| Skupna dolžina: | Skupna dolžina:  | 6:45    |

Skupina je pesem ponovno posnela leta 2008 in izdala samostojno na posebni izdaji single CD-ja.
Na posnetku traja pesem do 3:45, sledi pa še vokalni delček »a capella«.
| Posebna izdaja CD (2008) | Posebna izdaja CD (2008) | Posebna izdaja CD (2008) |
| Št.                      | Naslov                   | Dolžina                  |
| ------------------------ | ------------------------ | ------------------------ |
| 1.                       | „Just a Notion‟          | 4:09                     |
| Skupna dolžina:          | Skupna dolžina:          | 4:09                     |

### Sodelujoči glasbeniki
- Vicky Zetterberg – vokal
- Ingela Fransson – vokal
- Pelle Andersson – kitare, vokal
- Anna Andersson – spremljevalni vokal
- Anders Engberg – saksofon
- Martin Lindqvist – saksofon
- Anders Haglund – klaviature
- Peter Henziger – bas kitara
- Tony Johnson – baterija
- Hans-Christian Green – tolkala

### Produkcija
- Rutger Gunnarsson – producent, priredba
- Torgny Söderberg – soproducent
- Fredrik Andersson – tonski mojster
- Jan Stööd – tonski mojster, miks
- Marie Ullnert – fotografija